# 金割鉱泉
金割鉱泉（かなわりこうせん）は、新潟県五泉市（旧村松町）高松にあった温泉施設で、現在は廃墟となっている。

## 概要

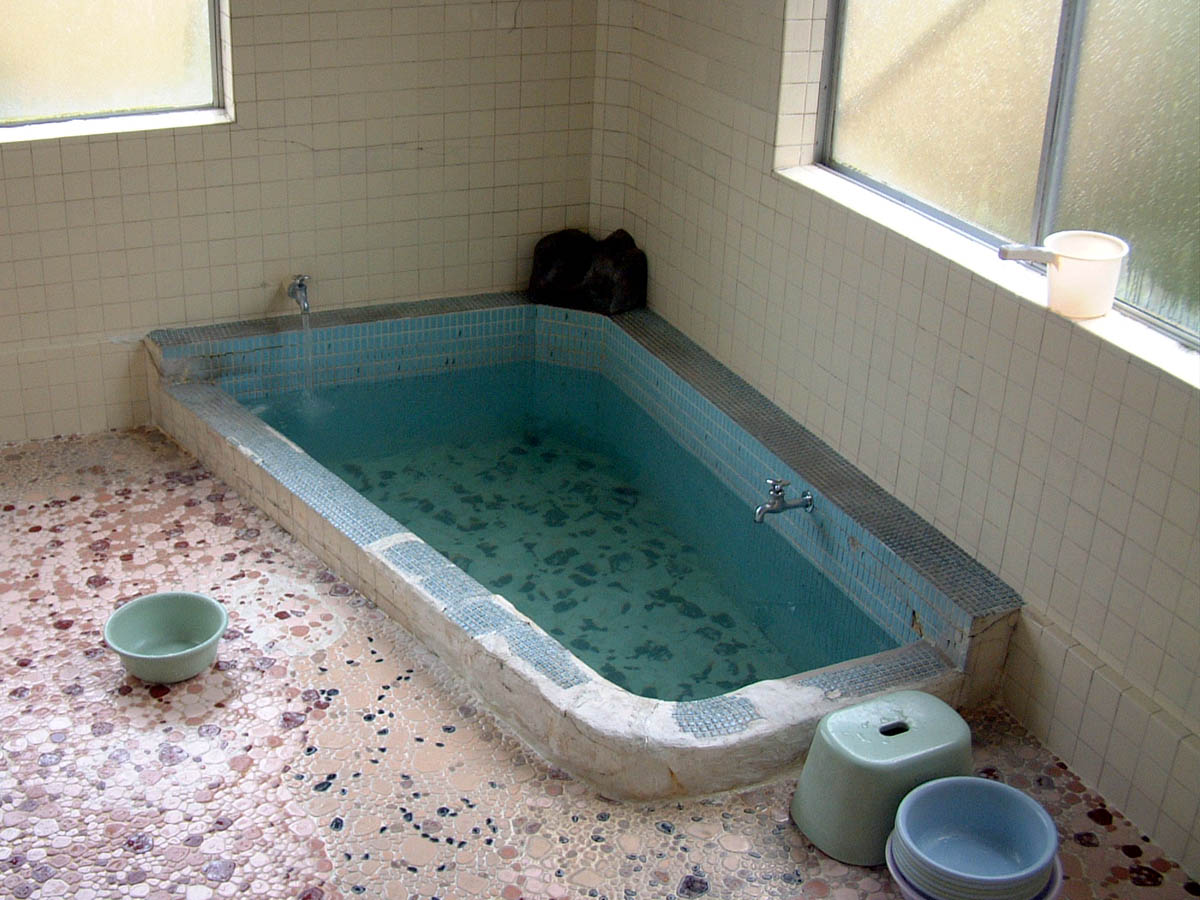
内湯

古地図では辺り一帯が潟として記録されている地図に既に「さぎの湯」という名前で載っていた古い温泉だった:120。
1882年（明治15年）に旅館業の正式な許可を得た:120。
泉質は単純温泉:120（新潟県の温泉利用状況報告書によれば泉質名なし（メタけい酸の項による。））。18℃で、浴用加熱をしていた:120。
一件宿で入浴は500円、昼食付きで個室休憩する場合には4000円から、一泊は8000円からだった。
旧村松町の名産である鯉料理が名物だった:120。
蒲原鉄道が走っていた頃は鉄道マニアたちによく利用されていた:120。
2010年6月に経営者の逝去に伴い閉館した。

## 言い伝え
昔、高松には湯治場があったが、ならず者の賭博場となっており、住民は困ったため、生きた馬を埋めて馬の毛の数ほど年代が過ぎるまでお湯が出ないようにと祈祷をしてもらったところ、お湯が出なくなった:56。乞食が春先によく来たので、集落の人は乞食が来ると集落の境まで追い払ったという:56。